# Suvaja, Kozarska Dubica
Suvaja je naselje v občini Kozarska Dubica, Bosna in Hercegovina. 

## Deli naselja
Brdo, Polje in Suvaja.

## Prebivalstvo
| Pregled števila prebivalcev po letih | Pregled števila prebivalcev po letih | Pregled števila prebivalcev po letih | Pregled števila prebivalcev po letih | Pregled števila prebivalcev po letih | Pregled števila prebivalcev po letih |
| ------------------------------------ | ------------------------------------ | ------------------------------------ | ------------------------------------ | ------------------------------------ | ------------------------------------ |
| 1948                                 | 1953                                 | 1961                                 | 1971                                 | 1981                                 | 1991                                 |
| -                                    | -                                    | -                                    | 182                                  | 162                                  | 151                                  |

| Narodna sestava prebivalstva po letih                                                                                      | Narodna sestava prebivalstva po letih                                                                                        | Narodna sestava prebivalstva po letih                                                                                       |
| --- | --- | --- |
| 1971 | 1981 | 1991 |
| . skupaj: 182 Srbi 181 (99,45 %) Hrvati 1 (0,54 %) Muslimani 0 (0,00 %) Jugoslovani 0 (0,00 %) drugi in neznano 0 (0,00 %) | . skupaj: 162 Srbi 134 (82,71 %) Hrvati 2 (1,23 %) Muslimani 0 (0,00 %) Jugoslovani 26 (16,04 %) drugi in neznano 0 (0,00 %) | . skupaj: 151 Srbi 132 (87,41 %) Hrvati 0 (0,00 %) Muslimani 0 (0,00 %) Jugoslovani 13 (8,60 %) drugi in neznano 6 (3,97 %) |